# 1958 na ciência

## Eventos
- 29 de Julho - Inauguração da NASA, National Aeronautics and Space Administration; Administração Nacional do Espaço e da Aeronáutica.
- Fundação do Institut des Hautes Études Scientifiques
- Síntese do elemento químico Nobélio[1]
- Foi lançado o  primeiro satélite dos EUA, o "Explorer 1". Diversos outros satélites da série Explorer foram construídos nos anos seguintes,   até o Explorer 75.[2]

## Nascimentos
| Data            | Nome              | Profissão                     | Nacionalidade  | Observações | Ref |
| --------------- | ----------------- | ----------------------------- | -------------- | ----------- | --- |
| 18 de fevereiro | Rita Amaral       | antropóloga                   | Brasil         | m. 2011     |     |
| 18 de março     | Gilberto de Nucci | médico, cientista e professor | Brasil         |             |     |
| 25 de julho     | Alexei Filippenko | astrofísico                   | Estados Unidos |             |     |

## Mortes
| Data           | Nome                        | Profissão            | Nacionalidade                                          | Observações                                                               | Ref               |
| -------------- | --------------------------- | -------------------- | ------------------------------------------------------ | ------------------------------------------------------------------------- | ----------------- |
| 1 de fevereiro | Clinton Davisson            | físico               | Estados Unidos                                         | n. 1881 Nobel da Física 1937 Medalha Hughes 1935                          | [ 3 ] [ 4 ]       |
| 25 de março    | Paul Rivet                  | etnólogo             | Terceira República Francesa                            | n. 1876                                                                   |                   |
| 16 de abril    | Rosalind Franklin           | biofísica            | Reino Unido da Grã-Bretanha e Irlanda / Estados Unidos | n. 1920 Prémio Louisa Gross Horwitz 2008                                  |                   |
| 19 de abril    | Aureliano de Mira Fernandes | matemático           | Reino Unido de Portugal, Brasil e Algarves             | n. 1884                                                                   |                   |
| 20 de junho    | Kurt Alder                  | químico              | Alemanha                                               | n. 1902 Nobel da Química 1950                                             | [ 5 ]             |
| 7 de agosto    | Altus Lacy Quaintance       | naturalista          | Estados Unidos                                         | n. 1870                                                                   |                   |
| 14 de agosto   | Frédéric Joliot-Curie       | físico               | Terceira República Francesa                            | m. 1900 Nobel da Química 1935 Medalha Hughes 1947                         | [ 5 ] [ 4 ]       |
| 27 de agosto   | Ernest Lawrence             | físico               | Estados Unidos                                         | n. 190 Nobel da Física 1939 Medalha Hughes 1937 Prémio Enrico Fermi 1957  | [ 3 ] [ 4 ] [ 6 ] |
| 14 de outubro  | Douglas Mawson              | explorador e geólogo | Reino Unido da Grã-Bretanha e Irlanda · Austrália      | n. 1882 Medalha Bigsby 1919 Medalha Clarke 1936                           | [ 7 ]             |
| 17 de novembro | Yutaka Taniyama             | matemático           | Japão                                                  | n. 1927                                                                   |                   |
| 15 de dezembro | Wolfgang Pauli              | físico Prémio Nobel  | Império Austro-Húngaro                                 | n. 1900 Nobel da Física 1945 Medalha Lorentz 1931 Medalha Max Planck 1958 | [ 3 ] [ 8 ] [ 9 ] |

## Prémios

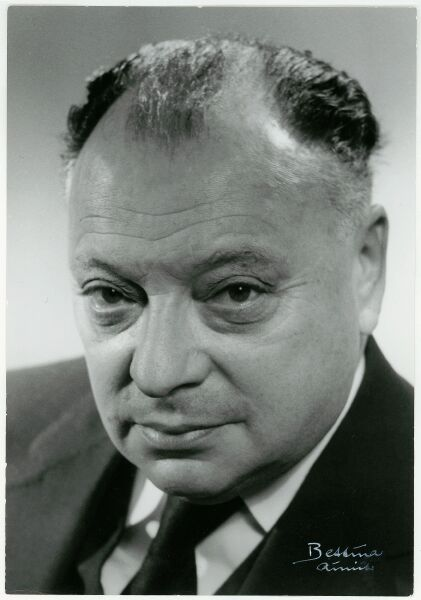
Wolfgang Pauli
(1900 - 1958)

### Medalha Bruce
- William W. Morgan[10]

### Medalha Copley
- John Edensor Littlewood[11]

### Medalha Davy
- Ronald George Wreyford Norrish[12]

### Medalha Hughes
- Edward da Costa Andrade[4]

### Medalha Real
- Fisiologia - Alan Lloyd Hodgkin[13]
- Física - Harrie Stewart Wilson Massey[13]

### Medalha Rumford
- Thomas Ralph Merton[14]

### Prémio Goethe
- Carl Friedrich von Weizsäcker

### Prémio Nobel
- Física - Pavel Alekseyevich Cherenkov,[3] Illia Mikhailovich Frank,[3] Igor Yevgenyevich Tamm[3]
- Química - Frederick Sanger[5]
- Medicina - George Wells Beadle,[15] Edward Lawrie Tatum,[15] Joshua Lederberg[15]